# Нижняя Горка (Шекснинский район)
Нижняя Горка — деревня в Шекснинском районе Вологодской области.
Входит в состав сельского поселения Угольское (в 2004 — 2015 годах деревня входила в сельское поселение Любомировское).
Расстояние по автодороге до районного центра Шексны — 30 км, до центра муниципального образования Любомирово — 5,7 км. Ближайшие населённые пункты — Лево, Борятино, Ходырево, Комарово.

## Население
По переписи 2002 года население — 2 человека.
| 2010 |
| ---- |
| 4    |